# Liste der Biografien/Tui
Liste der Biografien |
Portal Biografien |
Personensuche
# |
A |
B |
C |
D |
E |
F |
G |
H |
I |
J |
K |
L |
M |
N |
O |
P |
Q |
R |
S |
T |
U |
V |
W |
X |
Y |
Z |
?
 
Ta |
Tc |
Te |
Tf |
Tg |
Th |
Ti |
Tj |
Tk |
Tl |
Tm |
To |
Tq |
Tr |
Ts |
Tu |
Tv |
Tw |
Tx |
Ty |
Tz
 
Tua |
Tub |
Tuc |
Tud |
Tue |
Tuf |
Tug |
Tuh |
Tui |
Tuj |
Tuk |
Tul |
Tum |
Tun |
Tuo |
Tup |
Tuq |
Tur |
Tus |
Tut |
Tuu |
Tuv |
Tuw |
Tux |
Tuy |
Tuz
Die Liste der Biografien führt alle Personen auf, die in der deutschsprachigen Wikipedia einen Artikel haben. Dieses ist eine Teilliste mit 40 Einträgen von Personen, deren Namen mit den Buchstaben „Tui“ beginnt.

## Tui
- Tui Tapasei, Joshua (* 1979), tuvaluischer Fußballspieler
- Tui, John, neuseeländischer SchauspielerJohn Tui

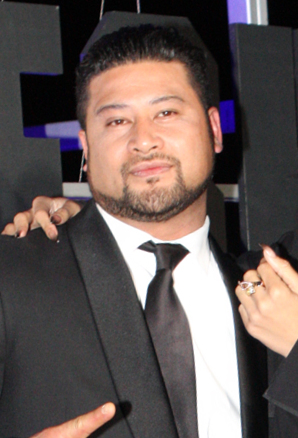
John Tui

- Tui, Mosese Vitolio (* 1961), samoanischer römisch-katholischer Ordensgeistlicher, Erzbischof von Samoa-Apia

### Tuia
- Tuia, Pio (* 1943), neuseeländischer Politiker, Präsident von Tokelau
- Tuia, Samuel (* 1986), französischer Volleyballspieler
- Tuia, Valerie Saena, samoanische Botanikerin

### Tuic
- Tuicakau, Mataika, fidschianischer Kugelstoßer und Diskuswerfer

### Tuid
- Tuider, Elisabeth (* 1973), Erziehungswissenschaftlerin, Soziologin und Fachbuchautorin
- Tuider, Othmar (* 1926), österreichischer Militärhistoriker

### Tuig
- Tuigg, John (1821–1889), irischer Geistlicher, Bischof von Pittsburgh

### Tuih
- Tuihalamaka, Nehumi (* 2003), tongaischer Leichtathlet

### Tuij
- Tuijnman, Dany (1915–1992), niederländischer Politiker (VVD), Minister

### Tuik
- Tuiksoo, Ester (* 1965), estnische Politikerin, Mitglied des Riigikogu

### Tuil
- Tuil, Karine (* 1972), französische Schriftstellerin
- Tuilagi, Manu (* 1991), englischer Rugbyspieler
- Tuilier, André (1921–2014), französischer Gräzist und Bibliothekar (Conservateur de bibliothèque)
- Tuilimu, Lagitupu, tuvaluischer Politiker
- Tuiloma, Bill (* 1995), neuseeländischer Fußballspieler

### Tuim
- Tüimebajew, Schansejit (* 1958), kasachischer Politiker

### Tuin
- Tuin, Alieke (* 2001), niederländische Fußballspielerin
- Tuin, Gerben (* 1983), niederländischer Schauspieler, Regisseur und Theaterautor
- Tuinei, Mark (1960–1999), US-amerikanischer American-Football-Spieler
- Tuinfort, Giorgio (* 1981), niederländischer Musiker, Songwriter und Musikproduzent mit surinamischen Wurzeln
- Tuinman, Gijs (* 1979), niederländischer Offizier und Politiker der Bauern-Bürger-Bewegung (BBB)
- Tuinman, Vrouwkje (* 1974), niederländische Autorin und Journalistin
- Tuinstra, Stef (* 1954), niederländischer Organist, Orgelsachverständiger und Autor

### Tuio
- Tuʻiʻonetoa, Pohiva (1961–2023), tongaischer Politiker und Premierminister (seit 2019)
- Tuioti, Sili Epa, samoanischer Politiker
- Tuioti-Mariner, Jacob (* 1996), US-amerikanischer American-Football-Spieler

### Tuis
- Tuisk, Tambet (* 1976), estnischer Schauspieler
- Tuisku, Antti (* 1984), finnischer Popsänger
- Tuisova, Josua (* 1994), fidschianischer RugbyspielerJosua Tuisova (* 1994)

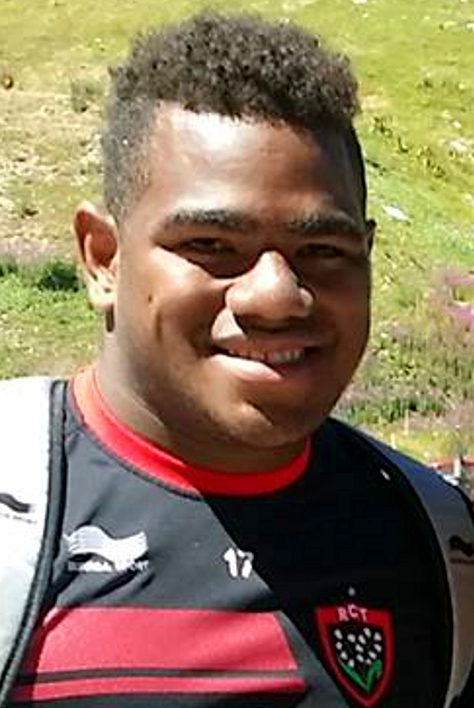
Josua Tuisova (* 1994)

### Tuit
- Tuitatui, mythischer König von Tonga
- Tuitavake, Anthony (* 1982), neuseeländischer Rugbyspieler
- Tuiten, Arjen (* 1980), niederländischer Maskenbildner
- Tuitert, Mark (* 1980), niederländischer Eisschnellläufer
- Tuitt, Horace (* 1954), Sprinter und Mittelstreckenläufer aus Trinidad und Tobago
- Tuitt, Stephon (* 1993), US-amerikanischer Footballspieler

### Tuiv
- Tuʻivakanō, Sialeʻataongo (* 1952), tongaischer Politiker
- Tuivanuavou, Milika (* 1990), fidschianische Leichtathletin